# Diepenbeek
Diepenbeek (en limburguès Djoppenbeek) és un municipi localitzada a la província belga de Limburg, a prop de Hasselt, dins la regió de Flandes. L'u de gener de 2006 Diepenbeek tenia una població total de 17.706 habitants. L'àrea total és de 41,19 km², fet que dona una densitat de població de 430 habitants per km².